# Babrujsk
Babrujsk bzw. Bobruisk (belarussisch Бабруйск / Babrujsk; russisch Бобруйск / Bobruisk; polnisch Bobrujsk) ist eine Stadt in Belarus an der Bjaresina mit 220.823 Einwohnern (Stand: 1. Januar 2004) in der Mahiljouskaja Woblasz.

## Wirtschaft und Verkehr
Die Stadt ist heute ein wichtiger Industriestandort in Belarus. Die ölverarbeitende Industrie (Reifenwerk Belshina) ist mit 49 % aller Produktionsstätten der Stadt der größte Arbeitgeber und liefert unter anderem weltweit Spezialreifen für Groß-LKW. Außerdem sind Maschinenbau (Traktorenwerk) und holzverarbeitende Betriebe (Möbelfabriken) ansässig. Eine Lederfabrik mit rund 350 Mitarbeitern exportiert insbesondere nach Europa. Babrujsk liegt verkehrsgünstig an der Bjaresina-Querung der Hauptverbindungsstraße und Eisenbahn von Minsk zur zweitgrößten Stadt des Landes Gomel.
Die Straßen sind zumeist sehr gut ausgebaut.

## Geschichte
Der Name der Stadt, die bereits 1387 in den Kirchenchroniken erwähnt wurde, ist wahrscheinlich von dem slawischen Wort für Biber (belarussisch Bobr) abgeleitet, da zu jener Zeit in dieser Region die Biberjagd sehr verbreitet war.
Seit Mitte des 14. Jahrhunderts zum Großfürstentum Litauen gehörend, kam die Stadt 1793 zum Russischen Reich. Gegen Ende des 19. Jahrhunderts erhielt die Stadt auf Befehl des Zaren eine starke Festungsanlage, von der heute nur noch Reste erhalten sind. Die Stadt wurde 1919 durch polnisches Militär besetzt, im selben Jahr von Truppen der Roten Armee zurückerobert. Seit 1919 gehört Babrujsk zu Belarus.
Die Stadt entwickelte sich bis zum Holocaust zu einem Zentrum jüdischer Kultur. Um 1900 betrug der jüdische Bevölkerungsanteil 60 %.
Im Zweiten Weltkrieg geriet die Stadt von 1941 bis 1944 unter deutsche Besatzung, von der Roten Armee wurde sie während der als Operation Bagration bezeichneten Sommeroffensive am 29. Juni 1944 zurückgewonnen. Später bestand in der Stadt das Kriegsgefangenenlager 56 für deutsche Kriegsgefangene des Zweiten Weltkriegs. Schwer Erkrankte wurden im Kriegsgefangenenhospital 2043 versorgt.

## Jüdische Bevölkerung und Judenmord durch die deutschen Besatzer
Vor 1941 hatte der Anteil der jüdischen Bevölkerung an der Gesamtbevölkerung von Babrujsk, ähnlich wie in anderen belarussischen Städten, zwischen 25 und 30 % betragen. Mit über 30 Synagogen war Bobrujsk ein wichtiges Zentrum jüdischer Kultur, sodass es im Volksmund leicht ironisch Hauptstadt Israels (Staliza Jisrael) genannt wurde.
Babrujsk (damals Bobrujsk) wurde am 21. Juli 1941 besetzt. Zu Beginn der Besatzung zählte die Stadt 62.000 Einwohner (ein Teil der Babrujsker war geflohen oder wurde evakuiert). In der ersten Septemberhälfte 1941 war Babrujsk einer der ersten Orte, an dem auf Befehl Himmlers eine Massenerschießung stattfand: etwa 20.000 jüdische Männer, Frauen und Kinder wurden ermordet und in Massengräbern beerdigt. Verantwortlich für das Massaker war das Einsatzkommando 8 unter Otto Bradfisch.
Am 29. Juni 1944 wurde die Stadt nach dreijähriger Besatzung zurückerobert und bei schweren Kämpfen zerstört.
Nach der Rückeroberung lebten in der Stadt kaum mehr als 28.000 Menschen, die meisten waren obdachlos. Die Mehrzahl der geflohenen Einwohner kehrte erst 1945 zurück. Babrujsk wurde Ende der 1940er Jahre wieder aufgebaut.
Nach Vertreibung und Ermordung zahlreicher Babrujsker Juden durch die deutschen Besatzer gewann die Stadt nach dem Zweiten Weltkrieg wieder an Bedeutung für jüdisches Leben; nach 1991 wanderten allerdings Juden aus Babrujsk in signifikanter Zahl nach Israel, USA und Deutschland aus.

### Synagogen
- Große Synagoge, erbaut 1900/01
- Synagoge Wuliza Tschanharskaja, erbaut Anfang des 20. Jahrhunderts
- Synagoge Wuliza Dsjarschynskaha 50, erbaut 1900
- Synagoge Wuliza Sazjalistytschnaja 34, erbaut 1901

## Demografische Entwicklung
- 1861 - 015.766
- 1897 - 034.336
- 1939 - 084.107
- 1945 - 028.000
- 1959 - 096.000
- 1965 - 116.000
- 1968 - 122.500
- 1970 - 136.000
- 1989 - 232.000
- 2004 - 226.900

## Sport
Der Fußballclub Belschyna Babrujsk spielt in der Wyschejschaja Liha, der höchsten Spielklasse in Belarus. Im Fußball war die Stadt auch vom FK Fandok Babrujsk vertreten. Der FK Babrujtschanka ist einer der führenden Frauenfußballvereine in Belarus. Darüber hinaus ist in der Stadt der Eishockeyverein Schinnik Babrujsk beheimatet.

## Söhne und Töchter der Stadt
- Jechiel Michel Epstein (1829–1908), Rabbiner
- Pauline Wengeroff (1833–1916), Autorin
- Jakob Wygodski (1856–1941), litauischer Arzt und Politiker
- Ljubow Harkavy-Landau (1877–1941), russisch-sowjetische Ärztin, Physiologin, Pharmakologin und Hochschullehrerin
- Yosef Tunkel (Der Tunkeler) (1881–1949), jiddischer Humorist und Journalist
- Celia Dropkin (1887–1956), polnisch-US-amerikanische Schriftstellerin
- Berl Katznelson (1887–1944), zionistischer Politiker
- Jitzchak Tabenkin (1888/1889–1971), israelischer Parlamentarier
- David Shimoni (1891–1956), hebräischer Dichter
- Kadish Luz (1895–1972), israelischer Politiker, Sprecher des Knesset und amtsführender Präsident Israels
- Alexander Orlow (1895–1973), Mitarbeiter des sowjetischen NKWD
- Eliyahu Dobkin (1898–1976), zionistischer Aktivist
- Maria Uebersax-Schklowsky (1899–1989), schweizerische Malerin
- Wera Choruschaja (1903–1942), sowjetische Agentin
- Efraim Sewela (1928–2010), russischer Schriftsteller
- Walentina Stenina (* 1934), sowjetische Eisschnellläuferin
- Michael Zeitlein (* 1947), russisch-deutscher Schachspieler
- Anatoli Galouza (* 1957), Handballspieler
- Alexander Kowalenko (* 1963), russischer Dreispringer
- Arkadi Duchin (* 1963), israelischer Popsänger
- Henadsij Aljaschtschuk (* 1975), Gewichtheber
- Gary Vaynerchuk (* 1975), Multiunternehmer, Internetpersönlichkeit
- Andrej Michnewitsch (* 1976), Kugelstoßer
- Ruslan Aljachno (* 1984), Sänger
- Sjarhej Schylowitsch (* 1986), Handballspieler
- Maksim Baranau (* 1988), Handballspieler
- Dsmitryj Rekisch (* 1988), Fußballspieler
- Alena Amjaljussik (* 1989), Radrennfahrerin
- Wiktar Sajzau (* 1992), Handballspieler
- Wadsim Hajdutschenka (* 1995), Handballspieler
- Ihnat Halawazjuk (* 1997), Eisschnellläufer

## Städtepartnerschaften
Babrujsk unterhält mit folgenden Städten Partnerschaften:
- Wladimir,  Russland [3]